# جيني هوانغ
جيني هوانغ (بالإنجليزية: Jennie S. Hwang)‏ هي سيدة أعمال دولية، ومهندسة، وعالمة، ومؤلفة، ومتحدثة دولية، والرئيس الوطني لجمعيةتقانة التركيب السطحي وتترأس مجموعة اتش تكنولوجي H -Technologies. تُعتبر هوانغ أول امرأة تحصل على درجة الدكتوراه من جامعة كيس ويسترن ريزيرف في علوم المواد والهندسة. سُميت جائزة YWCA في كليفلاند على اسمها.

## حياتها التعليمية
دخلت هوانغ قاعة مشاهير نساء أوهايو وقاعة الشهرة الدولية للنساء في التكنولوجيا. كما حازت على جائزة YWCA للإنجاز وجوائز الخريجين المتميزين من جامعة كايس ويسترن ريزيرف فان هورن، وجامعة كينت ستيت. انتُخبت هوانغ للأكاديمية الوطنية للهندسة ولُقبيت بنجمة الأسبوع قبل أسبوع الصناعة.
كانت هوانغ المتحدثة الرسمية في جامعة كينت ستيت عام 2001 والمتحدثة عن جامعة أوهايو عام 2007، حيث شجعت الخريجين على إثراء وجهات النظر العالمية. يشمل تعليمها الرسمي أربع درجات أكاديمية (الدكتوراه، والماجستير، ودبلومة، وبكالوريوس العلوم) وبرامج جامعة هارفارد لإدارة الأعمال وبرنامج إدارة الشركات بجامعة كولومبيا.

## حياتها المهنية
شغلت هوانغ مناصب تنفيذية عليا في شركة لوكهيد مارتن، وشركة شيروين وليامز، وشركة إس سي إم (هانسون بي إل سي)، ومنصب الرئيسة التنفيذية لشركة المواد الإلكترونية الدولية التي شاركت في تأسيسها واشترتها لاحقًا، ومنصب الرئيس التنفيذي المؤقت لشركة آساهي أمريكا. عملت هوانغ أيضًا في عدد من المجالس / واللجان (والشركات العامة والخاصة واللجان الحكومية والمؤسسات غير الربحية ومجالس الصناعة)؛ كما شغلت أيضًا منصب رئيس مجلس تقييم مختبرات أبحاث الجيش الأمريكي بتكليف من الأكاديميات الوطنية ووزارة الدفاع الأمريكية. كما تتبر هوانغ أيضًا متحدثة ومُحاضِرة متميزة تُدعى عبر الولايات المتحدة وفي أكثر من 23 دولة في أربع قارات.

## مؤلفاتها
ألفت هوانغ حوالي 500 منشور والعديد من الكتب بما في ذلك كتابين رائدين في مجال الإلكترونيات الخالية من الرصاص الصديقة للبيئة، تم نشرهما بواسطة دار إليكتروميكانيكال للنشر بالمملكة المتحدة ودار مكرو-هيل في الولايات المتحدة.

## روابط خارجية
- Jennie S. Hwang site

National Academies http://www.nap.edu/catalog.php?record_id=18254